# Vinca Wiedemann
Vinca Wiedemann (* 23. September 1959 in Frederiksberg) ist eine dänische Drehbuchberaterin und Filmeditorin.

## Leben
Vinca Wiedemann wuchs als Tochter der Schriftstellerin Maria Marcus und des Jazz-Autoren Erik Wiedemann in Dänemark auf.
Sie begann bereist 1983, erste Filme zu schneiden, und studierte schließlich Filmschnitt an der Den Danske Filmskole; das Studium schloss sie 1987 ab. Danach war sie mehrere Jahre als Editorin tätig.
Ab 1999 arbeitete sie für Das dänische Filminstitut als Film Commissioner für Langfilme, wo sie unter anderem für die Betreuung mehrerer Filme zu ständig war, die der Dogma-95-Bewegung zugeschrieben werden, wie Italienisch für Anfänger, Für immer und Ewig, Das Erbe oder Dogville. 2003 baute sie das Talentförderprogramm New Danish Screen auf, und übernahm auch dessen Leitung. Von 2014 bis 2019 leitete sie die staatliche dänische Filmschule.
Seit 2007 ist sie freischaffende Drehbuchberaterin und -autorin, von 2010 bis 2013 war sie zudem als Produzentin bei Zentropa tätig. Sie arbeitete sie unter anderem wiederholt mit Lars von Trier, Thomas Vinterberg, Susanne Bier oder Christoffer Boe zusammen. Zudem ist bzw. war sie für Drehbuchentwicklungs-Programme für Le Groupe Ouest, den European Writers Club sowie Berlinale Talents tätig.

## Filmografie (Auswahl)

### Als Script Consultant / Story Supervisor
(Quelle: )
- 1999: Der einzig richtige
- 2011: Melancholia
- 2012: Die Jagd
- 2012: Love is all you need
- 2013: Spies & Glistrup
- 2013: Nymphomaniac
- 2014: Die Erbschaft (TV-Serie)
- 2014: Zweite Chance
- 2014: Die junge Sophie Bell
- 2018: Astrid
- 2020: Tiger
- 2021: Dinner for two
- 2022: Carmen Curlers (TV-Serie)
- 2024: Nur mit euch (TV-Serie)